# Cantonul Ardres
Cantonul Ardres este un canton din arondismentul Saint-Omer, departamentul Pas-de-Calais, regiunea Nord-Pas-de-Calais, Franța.

## Comune
| Comune                    | Populație (1999) | Cod poștal | Cod INSEE |
| ------------------------- | ---------------- | ---------- | --------- |
| Ardres                    | 4 154            | 62610      | 62038     |
| Audrehem                  | 357              | 62890      | 62055     |
| Autingues                 | 255              | 62610      | 62059     |
| Balinghem                 | 829              | 62610      | 62078     |
| Bayenghem-lès-Éperlecques | 687              | 62910      | 62087     |
| Bonningues-lès-Ardres     | 509              | 62890      | 62155     |
| Brêmes                    | 1 315            | 62610      | 62174     |
| Clerques                  | 213              | 62890      | 62228     |
| Éperlecques               | 2 885            | 62910      | 62297     |
| Journy                    | 230              | 62850      | 62478     |
| Landrethun-lès-Ardres     | 599              | 62610      | 62488     |
| Louches                   | 733              | 62610      | 62531     |
| Mentque-Nortbécourt       | 449              | 62890      | 62567     |
| Muncq-Nieurlet            | 454              | 62890      | 62598     |
| Nielles-lès-Ardres        | 444              | 62610      | 62614     |
| Nordausques               | 633              | 62890      | 62618     |
| Nort-Leulinghem           | 177              | 62890      | 62622     |
| Rebergues                 | 156              | 62850      | 62692     |
| Recques-sur-Hem           | 504              | 62890      | 62699     |
| Rodelinghem               | 393              | 62610      | 62716     |
| Tournehem-sur-la-Hem      | 1 219            | 62890      | 62827     |
| Zouafques                 | 415              | 62890      | 62904     |